# Blood Youth
Blood Youth — английская хардкор-панк-группа, образованная в Харрогите в 2014 году. Они выпустили три студийных альбома, два EP и короткометражный документальный фильм, спродюсированный журналом Kerrang!.

## История
Лестерская мелодик-хардкор группа Climates распалась после ухода вокалиста Уэсли Томпсона. Во время последнего тура Climates пригласили на вокал Кайю Тарсуса, бывшего участника харрогитской группы Book of Job. После тура, в конце 2014 года, оставшиеся участники сформировали группу Blood Youth. 11 мая 2015 года они выпустили свой дебютный сингл «Failure», который вошёл в их дебютный EP Inside My Head, выпущенный 22 июня 2015 года. Позже в том же году Пауэлс покинул группу. 17 декабря Боуден также покинул группу, присоединившись к валлийской поп-панк-группе Neck Deep.
11 января 2016 года группа выпустила свой второй EP Closure. Первым синглом с EP стал трек «Closure», выпущенный 28 января. 23 мая был выпущен второй сингл с EP под названием «Mood Swings».
6 февраля 2017 года Blood Youth выпустили сингл «Reason to Stay». 27 февраля вышел сингл «I Remember», а 20 марта они выпустили сингл «Making Waves». Все три сингла вошли в их дебютный альбом Beyond Repair, выпущенный 7 апреля 2017 года. В октябре 2017 года они поддержали Neck Deep в их европейском турне вместе с As It Is и Real Friends. С 8 по 10 апреля 2017 года они отыграли мини-тур при поддержке Holding Absence и Loathe.
19 августа 2018 года группа выпустила сингл «Starve». 4 февраля 2019 года они выпустили сингл «Spineless». Синглы были включены в их второй альбом Starve, выпущенный 22 февраля 2019 года. С 1 по 8 марта 2019 года они возглавили тур по Великобритании при поддержке Lotus Eater и Palm Reader.
5 ноября 2019 года коллектив выпустил внеальбомный сингл «Playing The Victim».
28 июня 2021 года группа выпустила сингл «Iron Lung». Примерно в это же время было объявлено, что Халлетт больше не является участником группы и что его заменил новый барабанщик Брэд Рэтклифф. 23 июля вышел сингл «Cells». 25 августа группа выпустила сингл «Body of Wire». 2 сентября вышел сингл «Colony3». После выступления на фестивале Slam Dunk Festival 2021 Тарсус покинул группу. 6 сентября 2021 года бывший вокалист God Complex Гарри Рул был объявлен новым вокалистом группы. С 15 по 26 сентября 2021 года Blood Youth гастролировали по Великобритании в качестве хедлайнеров при поддержке Death Blooms. 30 сентября группа объявила, что их третий студийный альбом Visions of Another Hell выйдет на следующий день, 1 октября. Альбом включает пять ранее выпущенных синглов и является последним релизом при участии Тарсуса. С 21 февраля по 13 марта 2021 года Blood Youth отправились в гастроли по Европе в рамках совместного тура с Cane Hill при поддержке Diamond Construct.

## Музыкальный стиль и влияния
Ранняя музыка Blood Youth была описана как мелодик-хардкор, хардкор-панк, пост-хардкор и панк-метал. На втором альбоме Starve группа изменила свой стиль в сторону ню-метала. В их музыке по-прежнему использовался чистый вокал в припевах, однако он стал сочетаться с тяжёлыми гитарами, настроенными в пониженный строй. На протяжении обеих этих «эпох» некоторые критики относят их музыку к металкору.
Гитарист Крис Притчард вдохновляется такими ню-метал-группами, как Korn и Slipknot, а именно их первым и вторым альбомами, и заявлял, что он влюбился в такие песни, как «Wait and Bleed»; вокалист Кайя Тарсус больше вдохновлялся такими хардкор-группами, как The Dillinger Escape Plan, Converge и Every Time I Die. Любимая группа бывшего барабанщика Сэма Халлетта — The 1975; он также является большим поклонником R&B.

## Состав

### Нынешний состав
- Крис Притчард — гитара (2014—н.в.)
- Мэтт Холлинсон — бас-гитара (2017—н.в.)
- Брэд Рэтклифф — ударные (2021—н.в.)
- Гарри Рул — вокал (2021—н.в.)

### Бывшие участники
- Сэм Боуден — гитара (2014—2015)
- Мэтт Поуэлс — ударные (2014—2015)
- Макс Доусон — бас-гитара (2014—2017)
- Сэм Халлетт — ударные (2015—2021)
- Кайя Тарсус — вокал (2014—2021)

## Дискография

### Студийные альбомы
- Beyond Repair (2017)
- Starve (2019)
- Visions of Another Hell[англ.] (2021)

### EP
- Inside My Head (2015)
- Closure (2016)